# Cascumpec Bay
Cascumpec Bay är en vik i Kanada.   Den ligger i provinsen Prince Edward Island, i den östra delen av landet, 900 km öster om huvudstaden Ottawa.